# キリキアのシンプリキオス
キリキアのシンプリキオス（希: Σιμπλίκιος ὁ Κίλιξ、490年 – 560年）は、古代末期キリキア出身の哲学者。アンモニオス・ヘルメイウとダマスキオスの弟子。古代最後のネオ・プラトニストの一人であり、6世紀初めユスティニアヌスに迫害された非キリスト教哲学者の一人。アリストテレスの著作に関して註釈を行った。彼の著作は独自の作品ではなく、アリストテレスや他の著作家に関しての註釈であり、その知的で莫大な知識は、彼を非キリスト教世界での最後の偉大な古代哲学者としている。彼の著作は、彼がそうしなければ失われていたであろう初期哲学者の多くの情報を保存している。

## 生涯
シンプリキオスの生涯についてはあまり知られていない。アガティアスは、シンプリキオスがキリキアで生まれたと伝えている。シンプリキオス自身が述べるところでは、アレクサンドリアではアンモニオスに、アテナイではダマスキオスによって教育を受けた。そして、プロクロスは「わたしの師たちの師」であり、「わたしが生まれるより少し前に“プラトンの後継者（ディアドーコス）”であった」と伝えている。プロクロスの影響は大きく、「プロクロスの最も優れた弟子であったアスクレピオドロスと、わたしたちのダマスキオス以外の者たちはすべてプロクロスの教義に従った。アスクレピオドロスは自分の才能のゆえに、ダマスキオスは自分の作品の愛とイアンブリコスへの共感のゆえに、プロクロスの教義を再考することを恐れなかった」と述べた。
5世紀に出されたヘレニズム宗教に対するローマ帝国の勅令は、個人的な迫害からの法的保護を与えていた。しかし528年に皇帝ユスティニアヌスは非キリスト教徒を政府の役職から追放するように命じ。いくつかの例では財産没収や死刑もあり、3か月以内にキリスト教に改宗しなければ帝国から追放されることが明記されていた。加えて、アテネにおいて哲学と法学を教えることを禁止した。おそらくプロクロスの時代には千金以上があるとされたアカデメイアの財産も押収されたであろう。少なくともユスティニアヌスは以前の皇帝が医師や自由七科の教師らに割り当てられていた給付金を取り上げ、市民たちが劇場や公共の目的のために提供した基金を没収した。
シンプリキオス、エウラミオス、プリスキアノスなどの七人の哲学者たちが、アカデメイア最後の学頭であるダマスキオスを代表にして、531年に即位したサーサーン朝皇帝ホスロー1世の宮廷に保護を求めることを決めた。533年にはホスロー1世とユスティニアヌスとの間に結ばれた和平条約において、哲学者たちが危害を受けることなく戻り、自分達の儀礼を実践することが許可されると規定が盛り込まれ、彼等はローマ帝国に帰還した。
シンプリキオスがどこに住んで、教授したかということはほとんど知られていない。著作するだけではなく、実際に教授していたことは『自然学註解』で聞き手への呼びかけや、『カテゴリー論注解』の表題からも証明されている。彼はアレクサンドリアでアンモニオスで教育され、アテネでダマスキオスの弟子となった。おそらく、その後彼が住居としたのはこのどちらかの都市であったであろう。これらの都市とコンスタンティノープル以外に彼が必要とした書籍の収集は困難であり、また彼がコンスタンティノープルに行った可能性は低いからである。彼自身の経歴、特にペルシャへの移住に関して確かな記述は著作の中に見当たらない。ただエピクテートスの『要綱』についての論考の最後にのみ、暴君の抑圧下にあって見いだされた慰めについて、エピクテートスに感謝を表している。これは上記の迫害期、またはその直後に書かれたことを示唆している可能性がある。
キリスト教徒の哲学者ピロポノスとシンプリキオスの、世界が時間内において創造されたかについての論争もよく知られている。しかし、彼等が個人的に会ったことはなかった。「会ったこともないこの男について、わたしは敵意を感じたことはない」

## 著作
現存するシンプリキオスの著作は、アリストテレスについての『天界論注解』『自然学註解』『カテゴリー論注解』、エピクテートスついての『要綱註解』がある。また彼の名で伝わっているアリストテレス『霊魂論』の註解もあるが、文体的に劣っており、またシンプリキオスが常用する幅広い歴史的情報が欠けている。それはリュディアのプリキアノスによって書かれたことが示唆されているが、ある学者は真作と考えている。
『天界論注解』は『自然学註解』の前に書かれたもので、アレクサンドリア滞在中にアンモニオスによって行われた天文観測に言及しており、おそらくアレクサンドリアでは書かれていない。ダマスキオスの死後、つまりペルシャよりの帰国の後に、『自然学註解』を書いた。『カテゴリー論注解』はそれらの前後を確認することはできない。これらに加えて『霊魂論注解』では『形而上学』やテオプラストスの『自然学要綱』についての解説に言及している。
ネオ・プラトニストとして、アリストテレスがプラトンに争点としたことについても、より深く隠された真義の途へ導くことができるように、それがプラトンに合意することを示すための努力をした。彼の見解ではプロティノスだけではなく、シリアノス、プロクロス、アンモニオスもプラトンの叡智の深みへ浸透していった偉大な哲学者たちであった。古代のギリシャの哲学者たちの多くをも、彼はプラトン主義へと繋げた。しかしながら、シンプリキオスはオルフェウス教やヘルメス主義、カルデアの占星術、他の東方的神智学の使用頻度を減らすことによって、彼が尊敬していた前任者たちと区別される。特定のポイントの解説や批判を慎重に進め、古代ギリシャの哲学者の原典からそれらの完全な知識を引き出す努力をしたことにおいても区別された。従って彼の解説はアリストテレスに関して我々に伝えられた情報の中で、もっとも豊富であると見なすことができる。それがなければエレア派やエンペドクレス、アナクサゴラス、アポロニアのディオゲネス等々、当時すでに乏しかったこれらの重要な資料は残らなかったであろうし、同様にアリストテレスやテオプラストス、エウデモスなどペリパトス派の失われた著作の抜粋もなかったであろう。『カテゴリー論』の解読も不可能であったろう。またストア派の体系のためにも重要である。シンプリキオスは彼の時代にはキティオンのゼオンとその学派の著作が失われていたことについて不満を述べている。しかし原典から引用することができなかった場合でも、シンプリキオスはそれらを引用する他の信頼できる案内者を探している。加えて、ロドスのアンドロニコスからアンモニオスやダマスキオスの膨大な引用にも我々は感謝しなくてはならないであろう。『カテゴリー論』や『自然学』のために解釈と批評の歴史の概要が構成されている。シンプリキオスはそれらの重要性を理解して、アフロディシアスのアレクサンドロスやポルピュリオスの註解を熱心に利用した。彼はアレクサンドロスの見解に反対することが多いが、彼の堅実な批判的感覚を評価する方法を知っていた。またシンプリキオスはいくつかの古い読み方の情報を保存した。それらはアリストテレスの文章の修正や解釈に貴重な貢献している。『天文学註解』において古代天文学体系の知識の貢献は少ないが、彼の著述の中に彼の自然観察の気質を見出すことができる。
キリスト教を嫌っていたが、永遠の宇宙というアリストテレスの教義を攻撃したピロポノスの著作に明確に対抗する場合でも、キリスト教の教義に対する批判を控えていた。倫理学ではネオ・プラトニズムの神秘的な汎神論的清浄理論を棄て、後期ストア派の倫理体系に満足していたように思えるが、同派の論理学や自然学の教義には興味を持たなかった。

### 注解者の心構え
『カテゴリー論註解』においてアリストテレスの優れた注解者たる特質について語っている。優れた注解者は、
1. アリストテレスの”思索の高大さ”（メガロノイア）を理解し、それに従うことができなければならない。
2. アリストテレスの全ての作品を読み、彼の慣用的な言葉の使用法を知っていなければならない。これはアリストテレスによってアリストテレスを理解するために必要であると言う。
3. アリストテレスに対して公平であること。彼に対して公然と論争的であったり、反対に無批判な支持者であってはならない。シンプリキオスは「プラトンやアリストテレスは親しい人であるが、真理はより親しい」という格言をもって説明している。従って適切にアリストテレスを批判することは正当である。とはいえ彼はプラトンについては決して批判しなかった。また“神の如きプラトン”という呼称に対して“ダイモーン（神霊）の如きアリストテレス”という呼称を以て差をつけている。
4. テキストの表面的な意味と、より深い意味を区別することによって、全体の大意を調和させなければならない。

### アフロディシアスのアレクサンドロスについて
シンプリキオスの註解のソースには、ネオ・プラトニストの注解者ポルフュリオスやイアンブリコスの他に、アフロディシアスのアレクサンドロスの名を挙げることができる。しかし彼が盲目的にアレクサンドロスを支持しているわけではなく、アレクサンドロスの言うところを注意深く検討した。シンプリキオスが『自然学』『天体論』『カテゴリー論』のアレクサンドロスの注解を直接参照したことはよく知られる。これらの原文はすべて失われたが、シンプリキオスの証言に基づいてかなり部分を再構築することができる。シンプリキオスはアレクサンドロスに多くを負っているが、彼に対する態度は曖昧であり、それはシュリアノスのアレクサンドロスの態度に匹敵する。シュリアノスは『形而上学』の註解はアリストテレスがピュタゴラス的プラトン思想を批判するΜ巻Ν巻などに焦点を当てているが、それ以外の箇所ではアレクサンドロスで十分としている。彼等プラトニストの間でもアレクサンドロスの注釈者としての価値は高かったが、彼は強固なペリパトス派のアリストテレス主義者であり、アリストテレスをプラトンの伝統に統合するための障害ともなり得た。アレクサンドロスは常にプラトンに対してアリストテレスを支持したが、シンプリキオスはアリストテレスの師（プラトン）に向けた発言を、表面的な意味（ファイノメノン）と実際の意味（ディアノイア）を区別し、それらによって彼の言葉を理解しようとした。
シンプリキオスは『天体論注解』のいくつかの箇所で「アレクサンドロスは明らかに他のペリパトス派の学者よりもよくアリストテレスの言葉を理解しているが、アリストテレスのプラトンへの反論は表面的な意味に向けられていることを留意すべきであった」「彼はアリストテレスが理解したプラトンの教えを理解していないし、彼等の見解が一致していることを認めていない」と述べた。

### プラトンとアリストテレスの調和
「私が信じるところでは、よき注解者は哲学者たちの文字の上での差異を重大視するのではなく、その精神を見て、大部分においてそれらを支配している調和の点をこそ追求するべきである」
『カテゴリー論注解』序文における彼の言葉は、アリストテレスとプラトンとの調和（シュンフォーニアー）が、注解者としてのシンプリキオスにとって最優先事項の一つであることを示している。後期ネオ・プラトニズムの枠組みのなかではシンプリキオスはシュリアノスやプロクロスと区別される。後二者はアリストテレスを批判することにより明確に論争的である。一方、プラトン的伝統の歴史の中では調和化する豊かな系統があることも事実であり、ポルフュリオスやアンモニオス・ヘルメイウによって始められた系列の中にシンプリキオスもおり、ヒエロクレスやオリンピオドロスらによってアレクサンドリアで続けられた。
この調和させようとするシンプリキオスの熱意は、ネオ・プラトニスト達の反キリスト教の態度や、キリスト教徒の哲学者ピロポノスに対する論争の流れで見られるべきである。キリスト教が国家宗教となった後、彼等が自分たちの儀式を教え、実践することはますます困難になり、529年のユスティニアヌスの布告によって最高潮に達した。キリスト教徒側は早い時代よりギリシャの哲学者の説は互いに矛盾し、統一的な知的伝統を持たないと非難してきた。ピロポノスはギリシャ的伝統を内部から批判することができ、またそれに関するテキストについて優れた知識を持っていたことによって危険であった。ピロポノスは哲学説の調和について反対し、その一般的議論は有効ではないと主張した。彼はそれを作り話（ミュトス）とさえ呼び、もしそれが真実ならアリストテレスはそのように明示的に語っただろうと付け加えた。
ギリシャの伝統を統合するいうアンモニオスやシンプリキオスのアプローチの他に、別の系統があったことも忘れてはならない。『天体論注解』でアリストテレスに対して敵対的な解説者に言及しており、シュリアノスやプロクロスを念頭においていたと思われる。シンプリキオスはこのような批判に対して、ピロポノスからの批判よりもはるかに繊細に対処しなければならなかった。プロクロスはアリストテレスの語る“動かされない始動者”をアゴノス（非生産）と呼び批判した。しかし、彼の弟子アンモニオス（つまりシンプリキオスの師）は、“動かされない始動者”は窮極的かつ有能の原因であると上手く論じた。これは『ティマイオス』における“デーミウルーゴス”と『形而上学』Λ巻における“自己思惟のヌース”を組み合わせる重要なステップとなった。シンプリキオスはこの革新的な見解を歓迎し、彼の同意を以て『自然学註解』で引用している。

### カテゴリー論注解
『カテゴリー論』に関するシンプリキオスの注解は、古代において最も包括的なものである。カテゴリー論が後ヘレニズム時代のペリパトス派で一般的であった理由がやや不明瞭であるが、ネオ・プラトニズムや前ネオ・プラトニズムでの議論について不可欠な情報源となっている。たとえばシンプリキオスはアレクサンドロスの失われた解説を直接参照し、自然学や天体論での引用に比べればはるかに少ないものの、それに言及している。しかしこれは他の二書における彼の重要な情報源や権威としての扱いと違い、“類や種”（第二ウーシア）に対する“実体”（第一ウーシア）の優先についてのアレクサンドロスやペリパトス派の説に強く反対している。
ポルピュリオスの『エイサゴーゲー』が付されたアリストテレスの最初のテキストであったため、カテゴリー論はネオ・プラトン学派のカリキュラムの中で卓越した地位を確保していた。またアリストテレスはプラトンの解説と見なされていたので、このカテゴリー論は「哲学全体の序文」と呼ぶことができた。
シンプリキオスがこの作品を単なる論理学的解釈のためだけではなく、“第一の諸原理”（プロータイ・アルカイ）をも扱うことを最初に強調している。

### 自然学註解
『自然学註解』は間違いなく彼の主要な研究である。アリストテレム・グラエカで1500ページに及ぶ注解は、プロクロスの『ティマイオス注解』とともにネオ・プラトニズムの自然学に関する重要なソースである。多数の前ソクラテス時代からの引用やペリパトス派からの断片を逐語的に保存した。この書の主要な対論者はアレクサンドロスのようであり、彼の自然学註解は失われたが、シンプリキオスとビザンティンのスコリアから部分的に再構成することができる。